# Guéguéré (departamento)
Guéguéré é um departamento ou comuna da província de Ioba no Burkina Faso. A sua capital é Guéguéré.
Em 1 de julho de 2018 tinha uma população estimada em 45661 habitantes.